# Johann Samuel Nahl
Johann Samuel Nahl (* 1664 in Ansbach; † 1727 in Jena) (der Ältere) war ein deutscher Bildhauer. Er war der Sohn von Matthias Nahl (1618–1668), der in Ansbach als Hofschreiner arbeitete.

## Leben
Er lernte bei Renz dem Älteren (Hofbildhauer in Bayreuth) und wurde 1704 Hofbildhauer Friedrichs I. von Preußen in Berlin, sowie Mitglied und Rektor der Akademie der Künste und der Wissenschaften in Berlin. 1718 verließ er die Stadt und ging nach Sachsen, wo er in mehreren Städten arbeitete.
Er schuf zahlreiche wetterfeste Gipsbildwerke für die Schlösser in und um Berlin. Als Gehilfe Andreas Schlüters arbeitete er am Reiterstandbild des Großen Kurfürsten, das 1703 auf der Langen Brücke bzw. „Kurfürstenbrücke“ in Berlin enthüllt wurde. Die Reliefs am Sockel wurden 1708 ergänzt, die Sklaven, die an den Ecken des Sockels sitzen, erst im Jahre 1709 fertiggestellt.

## Familie
Nahl heiratete im Jahre 1703 Eva Maria Bosch, die Tochter eines Berliner Goldarbeiters. Ihr Sohn Johann August wurde ebenfalls ein bedeutender Bildhauer.